# ASAS-SN
ASAS-SN (англ. All Sky Automated Survey for SuperNovae, автоматичний огляд всього неба в пошуках наднових) — проєкт з пошуку наднових зір та інших астрономічних транзієнтів, який очолюють астрономи з Університету штату Огайо, зокрема Крістофер Коханек і Кшиштоф Станек. У проєкті беруть участь 20 роботизованих телескопів як у північній, так і в південній півкулях. Вони можуть оглядати все небо приблизно раз на добу.
Спочатку у проєкті було 4 телескопи ASAS-SN в Галеакалі та ще чотири в Серро-Тололо, в Обсерваторії Лас Кумбрес. У 2017 році в Чилі, Південній Африці та Техасі було встановлено ще 12 телескопів за кошти Фонду Гордона та Бетті Мур, Університету штату Огайо, Астрономічного фонду Маунт-Куба, Китаю, Чилі, Данії та Німеччини. Усі телескопи мають діаметр 14 см і ПЗЗ-камери ProLine PL230. Роздільна здатність камер становить 7,8 кутової секунди на піксель, тому для отримання більш точного місцезнаходження виявлених об'єктів зазвичай потрібні подальші спостереження на інших телескопах.
Основною метою проєкту є пошук яскравих наднових зір. Зроблені відкриття включають найпотужнішу з будь-коли відкритих наднових, ASASSN-15lh. Однак часто виявляють інші транзієнти, такі як припливне руйнування (наприклад, ASASSN-19bt), галактичні нові (наприклад, ASASSN-16kt, ASASSN-16ma та ASASSN-18fv), катаклізмічні змінні зорі та зоряні спалахи (в тому числі, кілька найбільших будь-коли зареєстрованих спалахів). У липні 2017 року ASAS-SN виявив свою першу комету ASASSN1, а в липні 2019 року він надав важливі дані для навколоземного астероїда 2019 OK. Він може виявляти транзієнти до 18 видимої зоряної величини.
Виявлені об'єкти отримують позначення, що починаються з ASASSN, після чого йде тире, дві цифри року й літери, наприклад ASASSN-19bt.